# 奈良調理短期大学校
奈良調理短期大学校（ならちょうりたんきだいがっこう）とは、奈良県奈良市にある認定職業訓練による職業能力開発短期大学校。職業訓練法人奈良県調理技能協会が運営する。調理師養成施設に認定されている。

## 沿革
- 1988年 - 奈良調理短期大学校開校[1]。

## 訓練科
- 専門課程
  - 調理技術科（2年制、入学定員40名）[1]

## 取得資格・免許状
- 調理師資格（国家資格）
- 調理技能士補（都道府県知事が出す技能合格証書）

## アクセス
- JR奈良駅より南へ徒歩約12分。
- 同駅より奈良交通バス大安寺バス停下車、北東へ徒歩約3分。